# 21.ª etapa del Tour de Francia 2021
La 21.ª etapa del Tour de Francia 2021 tuvo lugar el 18 de julio de 2021 entre Chatou y París sobre un recorrido de 108,4 km y fue ganada por el belga Wout van Aert del equipo Jumbo-Visma. El esloveno Tadej Pogačar logró mantener el liderato y se adjudicó así su segundo Tour de Francia de manera consecutiva.

## Clasificación de la etapa
| Chatou - París | etapa llana | (108,4 km) |

| \| Clasificación de la etapa \| Clasificación de la etapa \| Clasificación de la etapa \| Clasificación de la etapa \| Clasificación de la etapa \| \| Ciclista \| Ciclista \| Equipo \| Tiempo \| \| \| ------------------------- \| ------------------------- \| ---------------------------------- \| ------------------------- \| ------------------------- \| \| 1.º \| Wout van Aert \| Jumbo-Visma \| 2 h 39 min 37 s \| \| \| 2.º \| Jasper Philipsen \| Alpecin-Fenix \| + 0 s \| \| \| 3.º \| Mark Cavendish \| Deceuninck-Quick Step \| + 0 s \| \| \| 4.º \| Luka Mezgec \| BikeExchange \| + 0 s \| \| \| 5.º \| André Greipel \| Israel Start-Up Nation \| + 0 s \| \| \| 6.º \| Danny van Poppel \| Intermarché-Wanty-Gobert Matériaux \| + 0 s \| \| \| 7.º \| Michael Matthews \| BikeExchange \| + 0 s \| \| \| 8.º \| Alex Aranburu \| Astana-Premier Tech \| + 0 s \| \| \| 9.º \| Cyril Barthe \| B&B Hotels p/b KTM \| + 0 s \| \| \| 10.º \| Max Walscheid \| Qhubeka NextHash \| + 0 s \| \| |                  |                                    |                 |
| |                  |                                    |                 |
| Fuente: ProCyclingStats |                  |                                    |                 |
| Clasificación de la etapa |                  |                                    |                 |
| Ciclista | Ciclista         | Equipo                             | Tiempo          |
| 1.º | Wout van Aert    | Jumbo-Visma                        | 2 h 39 min 37 s |
| 2.º | Jasper Philipsen | Alpecin-Fenix                      | + 0 s           |
| 3.º | Mark Cavendish   | Deceuninck-Quick Step              | + 0 s           |
| 4.º | Luka Mezgec      | BikeExchange                       | + 0 s           |
| 5.º | André Greipel    | Israel Start-Up Nation             | + 0 s           |
| 6.º | Danny van Poppel | Intermarché-Wanty-Gobert Matériaux | + 0 s           |
| 7.º | Michael Matthews | BikeExchange                       | + 0 s           |
| 8.º | Alex Aranburu    | Astana-Premier Tech                | + 0 s           |
| 9.º | Cyril Barthe     | B&B Hotels p/b KTM                 | + 0 s           |
| 10.º | Max Walscheid    | Qhubeka NextHash                   | + 0 s           |

## Clasificaciones al final de la etapa

### Clasificación general(Maillot Jaune)
| \| Clasificación general \| Clasificación general \| Clasificación general \| Clasificación general \| Clasificación general \| \| Ciclista \| Ciclista \| Equipo \| Tiempo \| \| \| --------------------- \| --------------------- \| --------------------- \| --------------------- \| --------------------- \| \| 1.º \| Tadej Pogačar \| UAE Team Emirates \| 82 h 56 min 36 s \| \| \| 2.º \| Jonas Vingegaard \| Jumbo-Visma \| + 5 min 20 s \| \| \| 3.º \| Richard Carapaz \| Ineos Grenadiers \| + 7 min 03 s \| \| \| 4.º \| Ben O'Connor \| AG2R Citroën Team \| + 10 min 02 s \| \| \| 5.º \| Wilco Kelderman \| Bora-Hansgrohe \| + 10 min 13 s \| \| \| 6.º \| Enric Mas \| Movistar Team \| + 11 min 43 s \| \| \| 7.º \| Alexéi Lutsenko \| Astana-Premier Tech \| + 12 min 23 s \| \| \| 8.º \| Guillaume Martin \| Cofidis \| + 15 min 33 s \| \| \| 9.º \| Pello Bilbao \| Bahrain Victorious \| + 16 min 04 s \| \| \| 10.º \| Rigoberto Urán \| EF Education-Nippo \| + 18 min 34 s \| \| |                  |                     |                  |
| |                  |                     |                  |
| Fuente: ProCyclingStats |                  |                     |                  |
| Clasificación general |                  |                     |                  |
| Ciclista | Ciclista         | Equipo              | Tiempo           |
| 1.º | Tadej Pogačar    | UAE Team Emirates   | 82 h 56 min 36 s |
| 2.º | Jonas Vingegaard | Jumbo-Visma         | + 5 min 20 s     |
| 3.º | Richard Carapaz  | Ineos Grenadiers    | + 7 min 03 s     |
| 4.º | Ben O'Connor     | AG2R Citroën Team   | + 10 min 02 s    |
| 5.º | Wilco Kelderman  | Bora-Hansgrohe      | + 10 min 13 s    |
| 6.º | Enric Mas        | Movistar Team       | + 11 min 43 s    |
| 7.º | Alexéi Lutsenko  | Astana-Premier Tech | + 12 min 23 s    |
| 8.º | Guillaume Martin | Cofidis             | + 15 min 33 s    |
| 9.º | Pello Bilbao     | Bahrain Victorious  | + 16 min 04 s    |
| 10.º | Rigoberto Urán   | EF Education-Nippo  | + 18 min 34 s    |

### Clasificación por puntos(Maillot Vert)
| Clasificación por puntos | Clasificación por puntos | Clasificación por puntos | Clasificación por puntos | Clasificación por puntos |
| Ciclista                 | Ciclista                 | Equipo                   | Puntos                   |                          |
| ------------------------ | ------------------------ | ------------------------ | ------------------------ | ------------------------ |
| 1.º                      | Mark Cavendish           | Deceuninck-Quick Step    | 337 pts                  |                          |
| 2.º                      | Michael Matthews         | BikeExchange             | 291 pts                  |                          |
| 3.º                      | Sonny Colbrelli          | Bahrain Victorious       | 227 pts                  |                          |
| 4.º                      | Jasper Philipsen         | Alpecin-Fenix            | 216 pts                  |                          |
| 5.º                      | Wout van Aert            | Jumbo-Visma              | 171 pts                  |                          |
| 6.º                      | Matej Mohorič            | Bahrain Victorious       | 163 pts                  |                          |
| 7.º                      | Julian Alaphilippe       | Deceuninck-Quick Step    | 163 pts                  |                          |
| 8.º                      | Tadej Pogačar            | UAE Team Emirates        | 154 pts                  |                          |
| 9.º                      | Michael Mørkøv           | Deceuninck-Quick Step    | 124 pts                  |                          |
| 10.º                     | Jonas Vingegaard         | Jumbo-Visma              | 103 pts                  |                          |

### Clasificación de la montaña(Maillot à Pois Rouges)
| Clasificación de la montaña | Clasificación de la montaña | Clasificación de la montaña | Clasificación de la montaña | Clasificación de la montaña |
| Ciclista                    | Ciclista                    | Equipo                      | Puntos                      |                             |
| --------------------------- | --------------------------- | --------------------------- | --------------------------- | --------------------------- |
| 1.º                         | Tadej Pogačar               | UAE Team Emirates           | 107 pts                     |                             |
| 2.º                         | Wout Poels                  | Bahrain Victorious          | 88 pts                      |                             |
| 3.º                         | Jonas Vingegaard            | Jumbo-Visma                 | 82 pts                      |                             |
| 4.º                         | Wout van Aert               | Jumbo-Visma                 | 68 pts                      |                             |
| 5.º                         | Nairo Quintana              | Arkéa-Samsic                | 66 pts                      |                             |
| 6.º                         | Richard Carapaz             | Ineos Grenadiers            | 56 pts                      |                             |
| 7.º                         | Ben O'Connor                | AG2R Citroën Team           | 44 pts                      |                             |
| 8.º                         | Bauke Mollema               | Trek-Segafredo              | 41 pts                      |                             |
| 9.º                         | David Gaudu                 | Groupama-FDJ                | 41 pts                      |                             |
| 10.º                        | Anthony Perez               | Cofidis                     | 37 pts                      |                             |

### Clasificación del mejor joven(Maillot Blanc)
| Clasificación del mejor joven | Clasificación del mejor joven | Clasificación del mejor joven | Clasificación del mejor joven | Clasificación del mejor joven |
| Ciclista                      | Ciclista                      | Equipo                        | Tiempo                        |                               |
| ----------------------------- | ----------------------------- | ----------------------------- | ----------------------------- | ----------------------------- |
| 1.º                           | Tadej Pogačar                 | UAE Team Emirates             | 82 h 56 min 36 s              |                               |
| 2.º                           | Jonas Vingegaard              | Jumbo-Visma                   | + 5 min 20 s                  |                               |
| 3.º                           | David Gaudu                   | Groupama-FDJ                  | + 21 min 50 s                 |                               |
| 4.º                           | Aurélien Paret-Peintre        | AG2R Citroën Team             | + 39 min 09 s                 |                               |
| 5.º                           | Sergio Higuita                | EF Education-Nippo            | + 1 h 09 min 16 s             |                               |
| 6.º                           | Valentin Madouas              | Groupama-FDJ                  | + 2 h 11 min 39 s             |                               |
| 7.º                           | Neilson Powless               | EF Education-Nippo            | + 2 h 13 min 33 s             |                               |
| 8.º                           | Mark Donovan                  | Team DSM                      | + 2 h 17 min 40 s             |                               |
| 9.º                           | Jonas Rutsch                  | EF Education-Nippo            | + 2 h 29 min 33 s             |                               |
| 10.º                          | Brent Van Moer                | Lotto-Soudal                  | + 2 h 43 min 49 s             |                               |

### Clasificación por equipos(Classement par Équipe)
| Clasificación por equipos | Clasificación por equipos | Clasificación por equipos | Clasificación por equipos |
| Equipo                    | Equipo                    | Tiempo                    |                           |
| ------------------------- | ------------------------- | ------------------------- | ------------------------- |
| 1.º                       | Bahrain Victorious        | 249 h 16 min 47 s         |                           |
| 2.º                       | EF Education-Nippo        | + 19 min 12 s             |                           |
| 3.º                       | Jumbo-Visma               | + 1 h 11 min 35 s         |                           |
| 4.º                       | Ineos Grenadiers          | + 1 h 27 min 10 s         |                           |
| 5.º                       | AG2R Citroën Team         | + 1 h 31 min 54 s         |                           |
| 6.º                       | Bora-Hansgrohe            | + 1 h 36 min 44 s         |                           |
| 7.º                       | Trek-Segafredo            | + 1 h 47 min 04 s         |                           |
| 8.º                       | Astana-Premier Tech       | + 2 h 01 min 45 s         |                           |
| 9.º                       | Movistar Team             | + 2 h 04 min 28 s         |                           |
| 10.º                      | UAE Team Emirates         | + 2 h 38 min 08 s         |                           |

## Abandonos
Jakob Fuglsang no tomó la salida.